# Tenaris filifolia
Tenaris filifolia là một loài thực vật có hoa trong họ La bố ma. Loài này được (Schltr.) N.E. Br. miêu tả khoa học đầu tiên năm 1908.